# Société civile des auteurs multimédia
Pour les articles homonymes, voir Scam.
La Société civile des auteurs multimédia (Scam) est une société française de gestion des droits d'auteur.

## Présentation
Elle a été créée le 11 mai 1981 par 24 auteurs-réalisateurs de documentaires dont l’objectif était de faire reconnaître le statut des réalisateurs de documentaires et d’obtenir la protection et la répartition de leurs droits à chaque diffusion de leurs œuvres.
Elle compte en 2021 plus de 49 000 membres (réalisateurs, auteurs d'entretiens et de commentaires, écrivains, traducteurs, journalistes, vidéastes, photographes, illustrateurs et dessinateurs). La Scam les représente auprès du législateur, des producteurs et des diffuseurs. Elle discute, collecte et répartit leurs droits patrimoniaux, affirme leur droit moral et négocie leurs intérêts futurs.
La Scam gère les droits patrimoniaux de ses auteurs membres : le droit de représentation et le droit de reproduction. Le droit de représentation est la communication directe de l’œuvre au public (télédiffusion, radiodiffusion, VoD, podcast…), le droit de reproduction implique la fixation matérielle de l’œuvre sur un support (livre, CD, DVD…).
La Scam négocie avec les exploitants (télévision, station de radio, presse écrite, télévision mobile personnelle, internet…) des contrats prévoyant une rémunération pour les auteurs ; ces contrats apportent une sécurité juridique aux exploitants et leur permettent de diffuser toutes les œuvres déclarées au répertoire de la Scam.
Les sommes perçues en application de ces accords sont réparties entre les ayants droit des œuvres exploitées.
Lorsqu’un exploitant signe avec la Scam un contrat général, il acquiert le droit d’utiliser le répertoire de la Scam. Ce sont les œuvres déclarées à la Scam par ses membres qui constituent ce répertoire. La Scam gère les droits des auteurs quel que soit le moyen de diffusion : télévision (hertzienne et numérique, câble, satellite, télévision mobile personnelle), radio, vidéo, internet, VoD, presse…
La perception et la répartition des droits sont donc le cœur de métier de la Scam. L'auteur doit adhérer à la Scam et y déclarer ses œuvres pour percevoir des droits.

## Type d’œuvres gérées
Le Scam gère :
- les œuvres audiovisuelles (cinéma ou télévision) à caractère documentaire et docudramatique :
  - les documentaires, reportages, œuvres journalistiques, etc.,
  - les images nouvelles : vidéo art, génériques, habillages, 2D/3D, etc.,
  - les films d'entreprise,
  - les sous-titrages et doublages ;
- les œuvres écrites, scientifiques, de presse écrite : la Scam représente les écrivains et les journalistes de langue française pour la lecture et l’adaptation de leurs œuvres à la radio et à la télévision, pour la reprographie, pour la copie privée, pour le droit de prêt en bibliothèque, pour les exploitations effectuées à des fins pédagogiques, etc. ;
- les images fixes : photographies, illustrations, graphismes, dessins, etc. ;
- les œuvres radiophoniques à caractère documentaire, littéraire et journalistique ainsi que les podcasts.

Ne font pas partie du répertoire de la Scam : journal télévisé, plateaux, offices religieux, jeux et concours, retransmissions événementielles, émissions de service.
La Scam informe par ailleurs les créateurs de leurs droits et propose des modèles de contrats, fiches juridiques, un conseil juridique, etc.
La Scam mène également une action culturelle et sociale.
En 1985, le législateur français a instauré une redevance sur les cassettes vierges au profit des ayants droit lésés par l'inflation des copies à usage privée ; redevance étendue en 2000 aux supports numériques. Conformément à la loi, 25 % des sommes ainsi collectées financent l'action culturelle de la Scam pour la promotion des auteurs et des œuvres de son répertoire : bourses d'aide à l'écriture Brouillon d'un rêve, Prix Joseph Kessel, Prix Mentor, Prix Émergences, Prix Pierre & Alexandra Boulat, Nuit de la Radio, projections, rencontres, expositions, soutiens financiers à divers festivals, aide à la formation, etc.
Elle gère par ailleurs dès 1984, le prix Albert-Londres qui depuis 1933 récompense les meilleurs journalistes francophones de moins de quarante ans et de 2007 à 2018, le prix Philippe-Caloni destiné à « un(e) journaliste ayant fait preuve de talent et d’éclectisme, en particulier dans l’exercice de l’interview ou de l’entretien ».

## Événementiel
- Le festival Les Étoiles du documentaire, chaque année en novembre à Paris[10]
- L’Œil d’or, prix du documentaire – Cannes
- Chaque année depuis l’année 2000 la Scam propose la Nuit de la radio[11], événement d’écoute collective d’archives radiophonique.